# Ismael Moreno Pino
Ismael Moreno Pino (Mérida, Yucatán, 15 de febrero de 1927- Ciudad de México, 15 de agosto de 2013) fue un jurista, diplomático y escritor mexicano reconocido por su papel en las negociaciones del Tratado de Tlatelolco que estableció a América Latina como la primera región habitada del planeta libre de armas nucleares. Colaboró estrechamente con Alfonso García Robles, quien recibió el Premio Nobel de la Paz por sus esfuerzos y su labor fue elogiada por U Thant, entonces secretario general de la ONU. Embajador de México entre 1964 y 1992, representó a su país en Alemania, el Reino de los Países Bajos, varios países latinoamericanos y ante organizaciones internacionales, incluyendo la OEA en Washington D. C. y la ONU en Nueva York y Ginebra, Suiza. Además, formó parte del consejo administrativo de la Corte Permanente de Arbitraje en La Haya. Fue nieto de José María Pino Suárez, vicepresidente de México y figura destacada de la Revolución mexicana.
Se educó en el American School Foundation y se graduó en Derecho por la UNAM y en Relaciones Internacionales por Georgetown. Ingresó a la Cancillería en 1952, colaborando con intelectuales como Octavio Paz y Jorge Castañeda. Lideró la dirección general de Organismos Internacionales y la subsecretaría de Asuntos Multilaterales, ayudando a definir la postura de México en eventos cruciales de la Guerra Fría, como la Revolución cubana (1959), la Crisis de los Misiles (1962), y la decisión de no expulsar a Cuba de la OEA durante la Conferencia de Punta del Este (1962). Durante su periodo como embajador de México en Chile, presenció la histórica elección presidencial de 1970 y los desafíos del gobierno de Salvador Allende. En 1982, el presidente López Portillo le otorgó el título de embajador eminente, distinción reservada por ley a solo diez embajadores por su destacado servicio a la República.Su obra también le valió numerosas distinciones de gobiernos extranjeros, entre ellos Alemania, Brasil, Chile, Japón, los Países Bajos, Perú, la República de China, Venezuela y Yugoslavia. Al retirarse en 1992, ejercía el decanato del Servicio Exterior Mexicano. Entre sus diversas publicaciones, destaca La Diplomacia: Aspectos Teóricos y Prácticos de su Ejercicio, que ha servido como referencia para generaciones de diplomáticos en Iberoamérica. 

## Orígenes Familiares

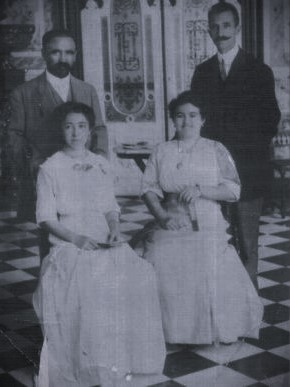
Sus abuelos, el vicepresidente José María Pino Suárez y María Cámara Vales, retratados en el Castillo de Chapultepec con el presidente Francisco I. Madero y la primera dama Sara Pérez de Madero.

Nació en Mérida, Yucatán, el 15 de febrero de 1927, como único hijo de Aída Pino Cámara y Ramón Moreno. Sus abuelos maternos fueron José María Pino Suárez,vicepresidente de México entre 1911 y su asesinato en 1913, y María Cámara Vales, galardonada con la medalla Belisario Domínguez, uno de los mayores honores civiles que puede recibir un ciudadano mexicano.
Desciende de la familia de la Cámara, conocidos propietarios de haciendas en la península de Yucatán desde el siglo XVI. Su bisabuelo fue Raymundo Cámara Luján, un destacado empresario, mientras que su tío bisabuelo fue Agustín Vales Castillo, empresario y jefe político de Mérida entre 1902 y 1908. Entre sus tíos abuelos se encuentran Alfredo y Nicolás Cámara Vales, que fueron gobernadores de Quintana Roo y Yucatán, respectivamente. Moreno Pino también fue pariente de los empresarios Eusebio Escalante,pionero en la industria henequenera, y José María Ponce, fundador de la Cervecería Yucateca, así como de Carlos Peón, gobernador de Yucatán, y del destacado jurista Alfredo Pino Cámara, ministro de la Suprema Corte de Justicia de la Nación.
En el ámbito cultural, Hortensia Cámara Vales y Pablo Castellanos León, sus tíos abuelos, fueron una pareja de pianistas concertistas. Este último, formado en el conservatorio de París bajo la supervisión de Antoine François Marmontel (cuyos alumnos incluían a Georges Bizet y Claude Debussy), es recordado por haber introducido la tradición francesa y alemana de música clásica al Conservatorio de México. Su único hijo, Pablo Castellanos Cámara, también fue un reconocido pianista concertista quien, siguiendo los pasos de su padre, se formó en los Conservatorios de París y Berlín bajo la supervisión de los suizos Alfred Cortot y Edwin Fischer. Otro primo, Fernando Cámara Barbachano, fue un distinguido antropólogo social y museólogo vinculado con el INAH y el ENAH.
Moreno Pino es descendiente directo de Pedro Sáinz de Baranda y Borreiro, un político, industrial y marino novohispano. Durante la guerra de independencia, Sáinz de Baranda fundó la Armada de México y lideró el bloqueo naval de Veracruz, evento que culminó con la rendición española del fuerte de San Juan de Ulúa en 1825, marcando la última porción del territorio mexicano bajo dominio español.
Otros destacados miembros de la familia Sáinz de Baranda incluyen a Pedro Baranda, gobernador de Tabasco y de Morelos, y Joaquín Baranda, secretario de Justicia entre 1882 y 1901 durante el Porfiriato, así como a Francisco Cantón, gobernador de Yucatán,y a Pedro Sáinz de Baranda y Gorriti, quien fue el primer alcalde de Madrid y defendió la ciudad durante la invasión napoleónica.

## Educación

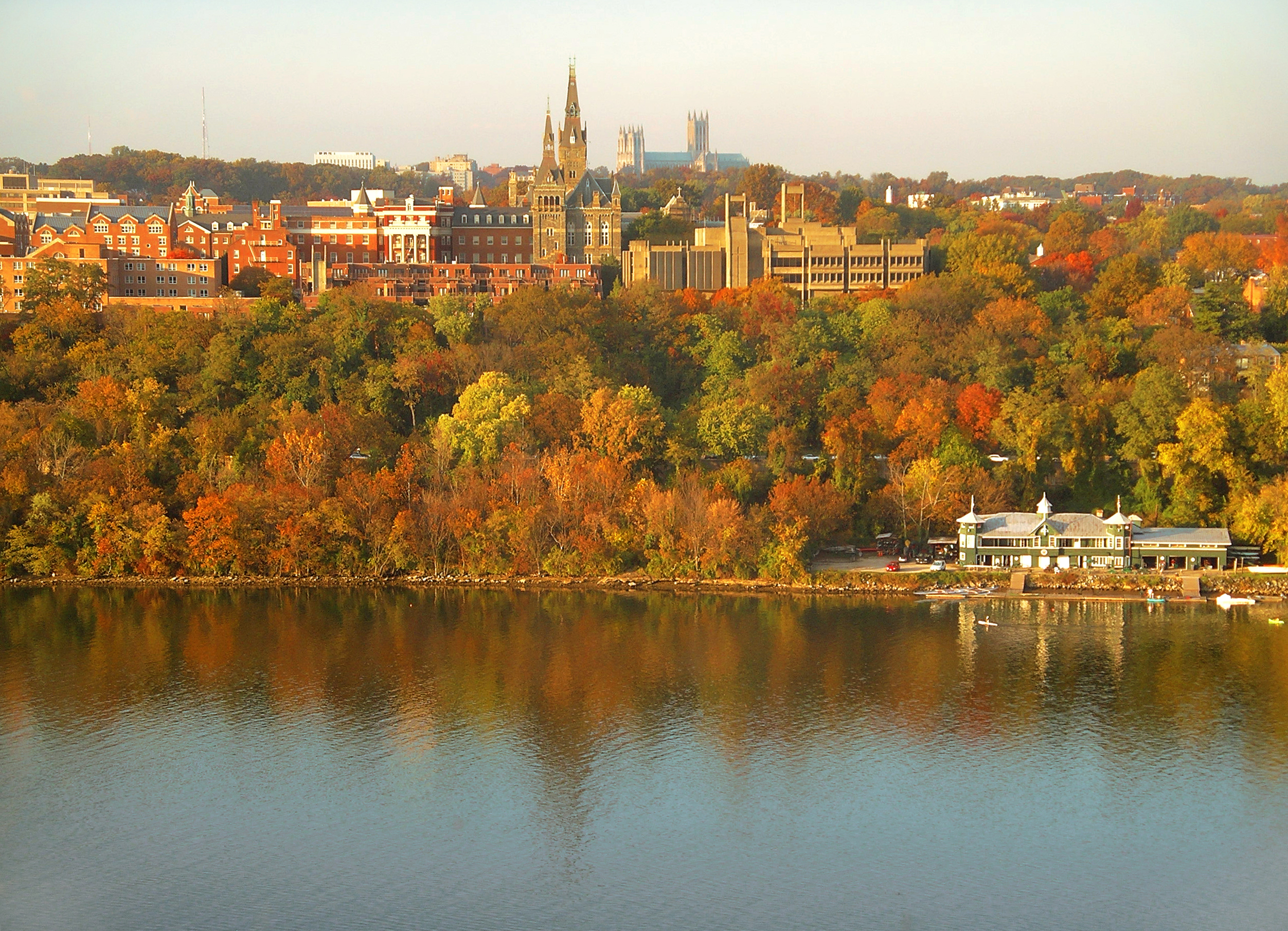
Exalumno de la Universidad de Georgetown en Washington D. C., más tarde, fue profesor de derecho internacional.

Egresado del American School Foundation, obtuvo la licenciatura en derecho por la Escuela Nacional de Jurisprudencia de la Universidad Nacional Autónoma de México, graduándose con la tesis "El cuerpo consular mexicano al servicio del plan nacional de recuperación económica", copia que aún puede obtenerse en la Biblioteca del Congreso de los Estados Unidos. Asimismo, obtuvo  la licenciatura y la maestría  en relaciones internacionales por la Edmund A. Walsh School of Foreign Service de la Universidad de Georgetown en Washington D. C.

## Carrera diplomática

### Primeros años en la Cancillera y la respuesta de México a la Guerra Fría

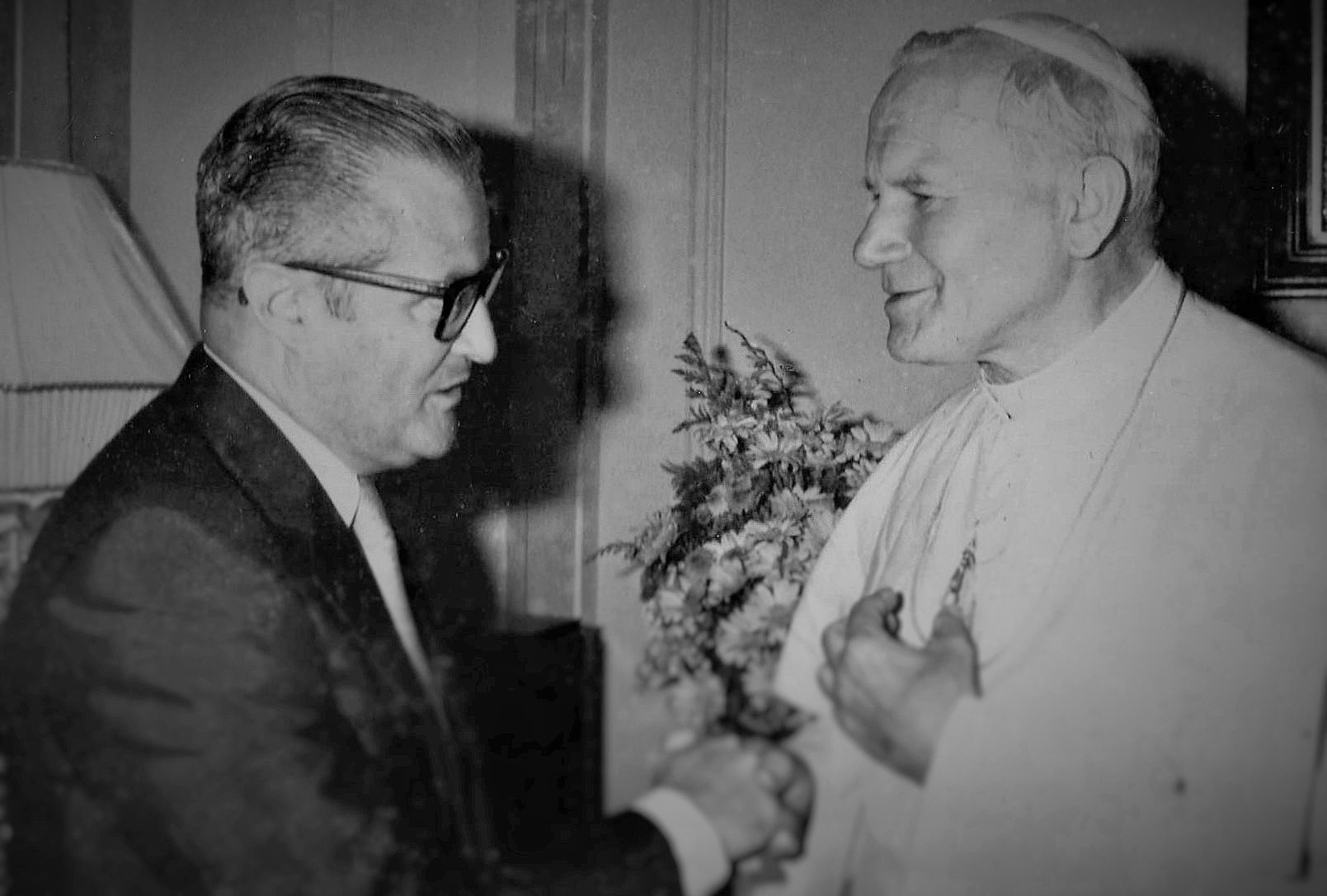
Ismael Moreno Pino con S.S. Juan Pablo II.

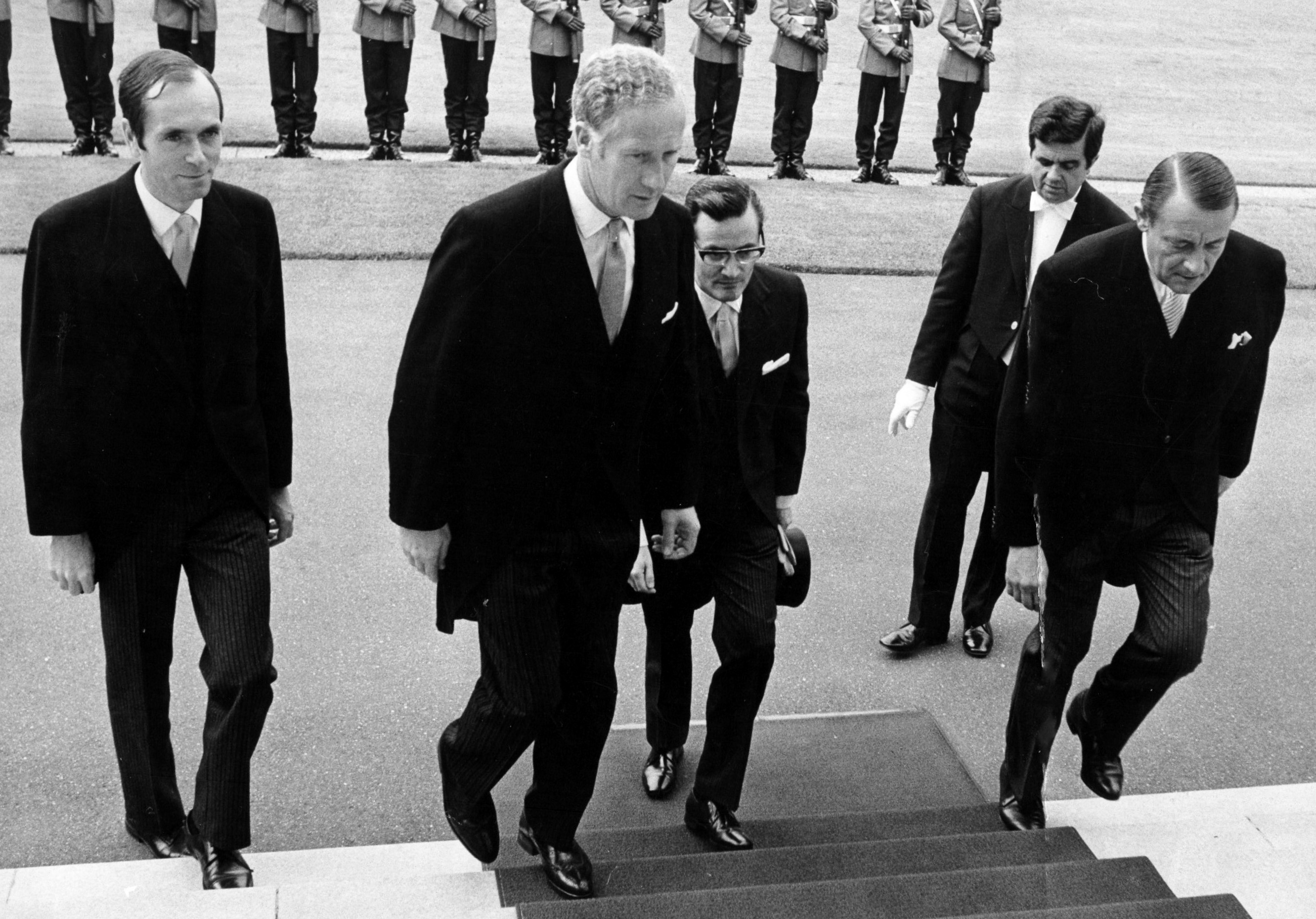
Ismael Moreno Pino en la presentación de cartas credenciales ante el Dr. Gustav Heinemann, Presidente de Alemania entre 1969 y 1974.

Protegido de Manuel Tello, entonces secretario de Relaciones Exteriores, Moreno Pino ingresó a la Cancillería en 1952 y al Servicio Exterior Mexicano en 1955, luego de aprobar las oposiciones necesarias. Mientras aun realizaba estudios de posgrado en Georgetown, fue contratado como asesor legal de la delegación mexicana ante la Organización de los Estados Americanos (OEA) en Washington D. C., trabajando con el embajador Luis Quintanilla.
Regresando a México, trabajó en la dirección general de organismos internacionales, colaborando  cercanamente con Octavio Paz, quien sería galardonado con el Premio Nobel de Literatura en 1990, y con Jorge Castañeda y Álvarez de la Rosa, quien sería canciller de México. A principios de la década de los sesenta, sucediendo a este último, encabezó la dirección general de organismos internacionales y, posteriormente, la subsecretaría de asuntos multilaterales. En 1964, el presidente Adolfo López Mateos lo nombró al rango vitalicio de embajador de México, siendo el más joven al tiempo de su nombramiento.
Como país no alineado en contexto de la Guerra Fría, México transitaba una línea muy delgada entre el bloque occidental, liderado por Estados Unidos, y los países del pacto de Varsovia, liderados por la URSS. Esto se agravó después de la llegada al poder de Fidel Castro en Cuba en 1959, que no proporcionó soluciones fáciles para la política exterior mexicana. Como bien señaló Enrique Krauze, “secundar sin ambages a la Revolución cubana resultaría en una tensión insostenible con los Estados Unidos, los empresarios y la Iglesia católica mexicana; secundar sin reservas a los Estados Unidos provocaría una tensión insostenible con el gobierno revolucionario de Cuba, los intelectuales y otros sectores de izquierda que podían radicalizarse. El sistema político mexicano confió la delicada misión a la Secretaría de Relaciones Exteriores manejada en aquel momento por el secretario Manuel Tello, el subsecretario [del ramo] José Gorostiza y, junto a ellos, un grupo notable de diplomáticos de carrera formados en una tradición que se remontaba […] a los años en que se acuñó el proverbio: ‘Un texano puede vencer cuando pelea con un mexicano, pero está perdido si parlamenta con él.”
Durante estos años, Moreno Pino participó en dar forma a la respuesta de México a la Revolución cubana y sus secuelas, incluyendo la invasión de bahía de Cochinos (1961) y la crisis de los misiles en Cuba (1962). En efecto, Moreno Pino fue uno de los principales delegados mexicanos en la Reunión Ministerial de la OEA, celebrada en Punta del Este, Uruguay en 1962, en la cual se decidió, contrariando los deseos de los EE. UU., no expulsar a Cuba de la OEA. Durante la reunión, el canciller Tello declaró que la ideología comunista de Cuba era incompatible con su membresía en la OEA (lo cual, naturalmente, agradó al gobierno norteamericano). Sin embargo, también argumentó que la Carta de la OEA no contemplaba la expulsión de un Estado miembro (lo cual, a su vez, agradó al gobierno de Cuba). Finalmente, abogó por el no intervencionismo, tal como lo establece la doctrina Estrada.
Durante estas crisis, México mantuvo con éxito estrechas relaciones tanto con Estados Unidos como con Cuba. En junio de 1962, el presidente John F. Kennedy realizó una visita de Estado a México y Moreno Pino fue invitado a actuar como intérprete. Durante la visita, Kennedy "reconoció que los fines fundamentales de la Revolución mexicana eran los mismos de la Alianza para el Progreso: justicia social y progreso económico en un marco de libertad tanto individual como política". Por otro lado, Fidel Castro extendió su reconocimiento “a México, al gobierno de México que ha mantenido la posición más firme, nosotros podemos decirle que nos inspira respeto, que con el gobierno de México estamos dispuestos a conversar y discutir, y…estamos dispuestos a comprometernos a mantener una política sometida a normas, normas inviolables de respeto a la soberanía de cada país y de no inmiscuirnos en los asuntos políticos de ningún país.”
Otro tema sensible en ese momento fue la representación de China en las Naciones Unidas; este tema era particularmente delicado por la membresía de China en el Consejo de Seguridad de la ONU. Después de la Revolución china de 1949, los comunistas dirigidos por Mao Zedong establecieron la República Popular China (RPC) mientras que Chiang Kai-Shek y sus seguidores se refugiaron en Taiwán, continuando el régimen de la República de China. Durante las dos primeras décadas de la Guerra Fría, esta última era conocida como "China nacionalista", mientras que la primera era conocida como "China comunista" (véase: Dos Chinas). A pesar del triunfo de Mao, la mayoría de los países occidentales, incluyendo México, continuaron reconociendo a la China nacionalista. Durante estos años, la cuestión de cuál de los dos tenía derecho a ser el representante legítimo de China ante la ONU fue uno de los mayores quebraderos de cabeza para la diplomacia multilateral. Entre 1949 y 1971, Taiwán siguió representando a China en las Naciones Unidas para el disgusto del bloque soviético.
En diciembre de 1961, Moreno Pino persuadió al canciller Tello para que instruyera al embajador Luis Padilla Nervo, entonces representante permanente de México ante la ONU, que votase a favor de la Resolución 1668 de la Asamblea General de las Naciones Unidas, propuesta por el gobierno de los Estados Unidos, misma que establecía que cualquier propuesta que intentara cambiar la representación de China en la ONU requería de una mayoría absoluta de votos en la Asamblea General de la ONU. Esta resolución bloqueó el acceso de China comunista a la ONU durante una década, hasta que, en 1971, se aprobó la Resolución 2758 de la Asamblea General de las Naciones Unidas, que reconoció a la República Popular China como "el único representante legítimo de China ante las Naciones Unidas".

### Negociación del Tratado de Tlatelolco y la desnuclearización de América Latina
Después de la crisis de los misiles de Cuba en 1962, se hizo evidente para los países de América Latina y el Caribe que tenían que protegerse en caso de un conflicto nuclear entre los Estados Unidos y la Unión Soviética.
El presidente Adolfo López Mateos, “quien extendió las redes diplomáticas de México más allá de sus límites tradicionales y dedicó esfuerzos importantes a fomentar la integración latinoamericana ”, impulsó la desnuclearización en la región. De hecho, México había estado a la vanguardia de los esfuerzos para desnuclearizar América Latina; el 22 de marzo de 1962, el canciller Tello, realizó una declaración ante la Conferencia de Desarme de las Naciones Unidas celebrada en Ginebra, Suiza, estableciendo que México sería un país libre de armas nucleares.
En 1963, México buscó el respaldo de los presidentes Víctor Paz Estenssoro (Bolivia), Joao Goulart (Brasil), Jorge Alessandri (Chile) y Carlos Julio Arosemena (Ecuador) para crear una zona libre de armas nucleares en América Latina. Reflexionando sobre el liderazgo de México durante las negociaciones, Alfonso García Robles señaló que: "la prohibición de las armas nucleares en América Latina constituye, en efecto, una empresa a la que México ha tenido el privilegio de hacer una contribución de extraordinario valor".

Según señala Alejandro Alday González, embajador de México y miembro del Comité Jurídico Interamericano de la OEA, los principales negociadores designados por México para guiar estas negociaciones incluyeron a tres destacados diplomáticos:
"Las actas de las negociaciones revelan nombres de enorme altura: Alfonso García Robles, jurista distinguido y espíritu del tratado, quien fungió como secretario de Relaciones Exteriores de México, y alcanzó el Premio Nobel de la Paz en 1982, por el éxito del tratado, [...] Jorge Castañeda y Álvarez de la Rosa, jurista internacional que tiempo después ocuparía también la titularidad de Relaciones Exteriores, e Ismael Moreno Pino, gran impulsor del multilateralismo en México y embajador en las principales capitales europeas y en Naciones Unidas. Esa brillante generación se replicó en otras delegaciones presentes en Tlatelolco."
La Reunión Preliminar sobre la Desnuclearización de América Latina (REUPRAL) reunió a trece naciones y creó la "Comisión Preparatoria para la Desnuclearización de América Latina", (COPREDAL). La Asamblea General de las Naciones Unidas autorizó a la COPREDAL el 27 de noviembre de 1963 y las negociaciones comenzaron en noviembre de 1964 y se desarrollaron en cuatro sesiones hasta que finalmente se firmó el Tratado en febrero de 1967.
Originalmente, Alfonso García Robles había sido designado por el gobierno de México como representante permanente ante COPREDAL, mientras que Moreno Pino fue designado representante alterno. Sin embargo, al resultar electo García Robles presidente del COPREDAL, Moreno Pino debió ocupar su lugar y representar los intereses de México a lo largo de las negociaciones. Continuó en este cargo incluso cuando fue nombrado embajador de México en Chile.
Durante la sesión inaugural, celebrada en noviembre de 1964, Moreno Pino pronunció el discurso de apertura ante los representantes de los países reunidos en la Ciudad de México. En su discurso remarcó que a pesar de que México estaba atravesando una transición presidencial, Gustavo Díaz Ordaz, entonces presidente electo, estaba tan comprometido como su antecesor en apoyar la causa de la desnuclearización. Expresó su oposición "de forma categórica a la carrera armamentista", la cual calificó de "peligrosa en sus posibilidades de conflicto bélico y en cuanto a que distrae recursos que debiera destinarse a satisfacer las más ingentes necesidades de los pueblos."
El Tratado para la Proscripción de las Armas Nucleares en la América Latina y el Caribe (comúnmente denominado Tratado de Tlatelolco) fue firmado en la Secretaría de Relaciones Exteriores en la Ciudad de México el 14 de febrero de 1967. Entró en vigor dos años después, el 22 de abril de 1969. Cuba fue el último país en ratificar el tratado, haciéndolo el 23 de octubre de 2002. El tratado ahora está firmado y ratificado por las 33 naciones de América Latina y el Caribe. Estableció una zona libre de armas nucleares en toda América Latina y el Caribe, convirtiéndose así en la primera zona libre de armas nucleares en un región habitada del mundo. "Su trascendencia histórica es incuestionable. Desde su concepción intelectual hasta su firma, participaron en su formulación mentes distinguidas del continente americano que representaron –fielmente– a una generación angustiada por los horrores de dos guerras mundiales y la amenaza de una tercera –que encontró en la crisis de los misiles en Cuba, en 1962, su momento más delicado–, que buscó incesantemente la paz y la concordia entre las naciones."

El propio Moreno Pino escribiría, reflexionando sobre el tema, que el Tratado de Tlatelolco:
"Comprende dentro de su ámbito espacial de validez una zona de 25,000,000 de km² en los que habitan 450,000,000 de personas. Concertado en plena guerra fría, su génesis y ulterior desarrollo requirieron de una larga, tenaz y paciente serie de negociaciones que finalmente culminaron en lo que el secretario general de la Organización de las Naciones Unidas, U-Thant calificó de 'un acontecimiento de significación histórica en el esfuerzo mundial para evitar la proliferación y detener la carrera de las armas nucleares en América Latina', toda vez que vino a establecer el 'estatuto necesario para la creación, por primera vez en la historia de una zona desnuclearizada en una parte habitada de la tierra.'"
El Tratado de Tlatelolco inspiró a otras regiones (por ejemplo, a Australasia, África y partes de Asia) a convertirse en zonas libres de armas nucleares. Asimismo, también inspiró la firma del Tratado de No Proliferación Nuclear (TNP), mismo que se firmó en 1968 y entró en vigor en 1970. El TNP, integrado por 190 países, restringe la posesión de armas nucleares limitando la posesión de armas nucleares a los cinco países que integran el Consejo de Seguridad de las Naciones Unidas: Estados Unidos, Reino Unido, Francia, Rusia (URSS) y la República Popular China.
A partir de 1969, Moreno Pino se desempeñó como representante alterno ante el Organismo para la Proscripción de las Armas Nucleares en América Latina (OPANAL), una agencia respaldada por la ONU con sede en la Ciudad de México, que es el única organismo internacional en el mundo totalmente dedicada al desarme nuclear y la no proliferación de armas nucleares.
En 1966, en reconocimiento a su labor durante las negociaciones, el gobierno de Brasil le otorgó la Gran Cruz de la Orden de la Cruz del Sur. Previamente, el presidente Juscelino Kubitschek, ya le había otorgado ingreso a la Orden como Gran Oficial.
Hasta el día de hoy, México sigue siendo uno de los pocos países que posee la capacidad técnica para fabricar armas nucleares, habiendo logrado con éxito la creación de uranio altamente enriquecido. Sin embargo, tras el Tratado de Tlatelolco, se comprometió a utilizar su tecnología nuclear únicamente con fines pacíficos (véase: México y las armas de destrucción masiva). Argentina y Brasil son las otras dos potencias regionales que podrían desarrollar armas nucleares pero han decidido abstenerse al ser signatarios del Tratado.

### Embajador ante Chile durante la presidencia de Frei y Allende

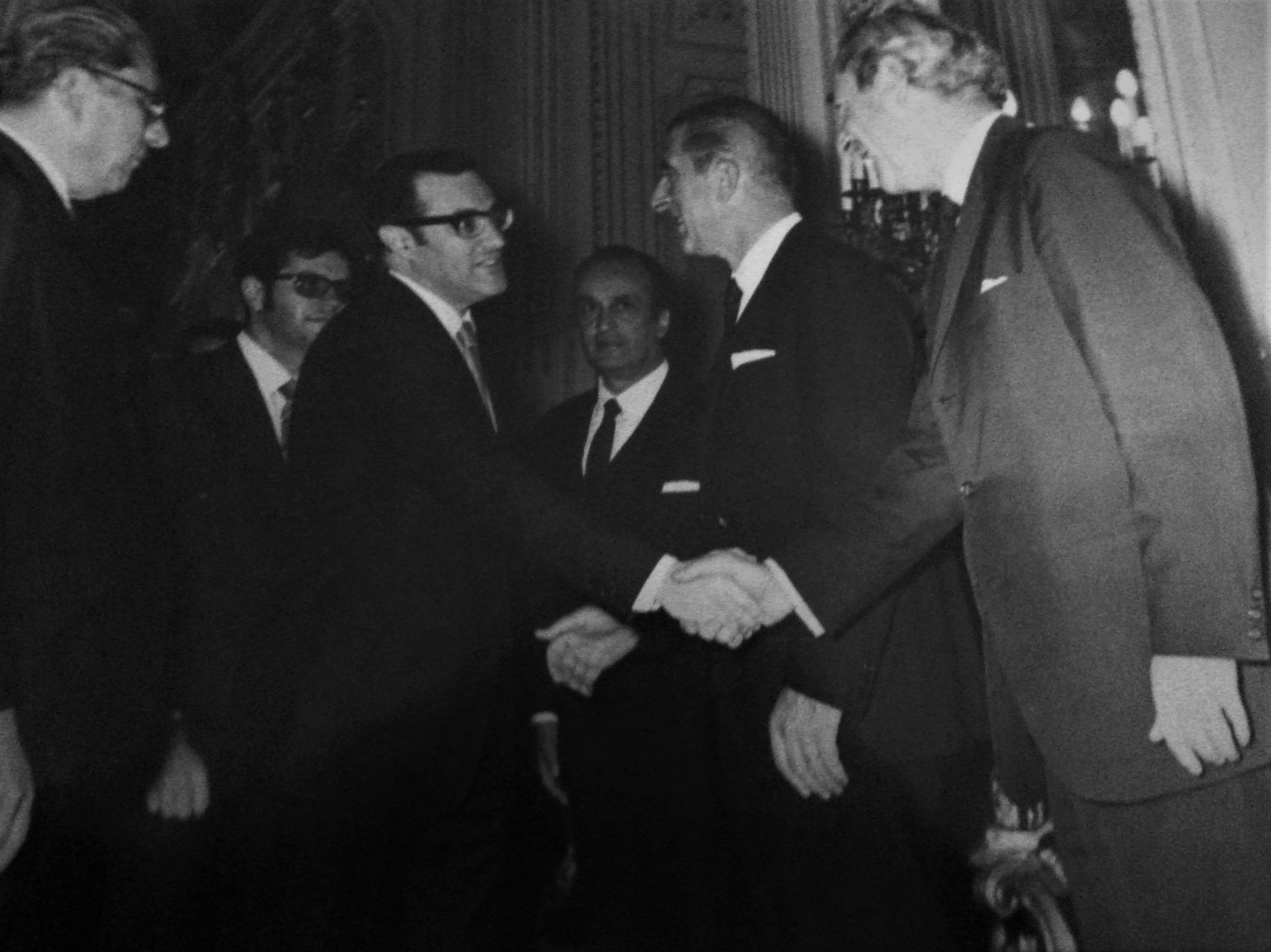
Con Eduardo Frei, presidente de Chile entre 1964 y 1970.

El 19 de abril de 1965 el presidente Díaz Ordaz lo nombró embajador de México en Chile. Luego de que su designación fuera ratificada por el Senado de México y el gobierno chileno le otorgara su plácet, llegó a Santiago de Chile el 25 de mayo. El 28 de mayo presentó sus cartas credenciales al presidente Eduardo Frei Montalva en el Palacio de La Moneda. Luego afirmaría que encabezar la misión diplomática en Chile “constituyó un parteaguas en mi vida profesional: no sólo se trataba de mi primera embajada; era, además, mi primera experiencia directa con la diplomacia bilateral. A las dificultades que enfrenta todo embajador recién llegado al lugar de su adscripción, más adelante se sumó el reto y la oportunidad de desempeñarme como decano del cuerpo diplomático acreditado en Chile. Como en la mayor parte de las naciones sudamericanas, en ese país el nuncio apostólico es, ex officio, decano del cuerpo diplomático; en mi carácter de vicedecano, me tocó reemplazar a tres distintos nuncios durante sus ausencias, algunas de ellas muy prolongadas.”

Con Salvador Allende, presidente de Chile entre 1970 y 1973.

Unos meses después de llegar a Chile, compró la residencia que aún utilizan los embajadores de México en Santiago.
En extractos publicados en 2021 de las memorias de Alexander Anikin, embajador soviético en Chile, él recuerda una serie de conversaciones que mantuvo con Moreno Pino, en las cuales el diplomático mexicano ofrecía perspicacias sobre el panorama político de Chile durante una serie de encuentros realizados entre 1965 y 1967. Estas conversaciones ofrecen una valiosa visión de la perspectiva de Moreno Pino sobre la política de Chile durante un período crucial en su historia.

En una de sus conversaciones, Moreno Pino resaltó los serios desafíos económicos y políticos que enfrentaba el gobierno de Chile bajo la presidencia de Frei. La propuesta de reforma agraria del Presidente enfrentaba una fuerte resistencia de los partidos de derecha en el Congreso Nacional. También señaló contradicciones internas dentro del Partido Demócrata Cristiano. Observó que, si bien una facción significativa e influyente, liderada por Alberto Jerez, abogaba por reformas económicas y sociales audaces, el presidente Frei y la mayoría de los ministros parecían favorecer enfoques más moderados y compromisos con la derecha.

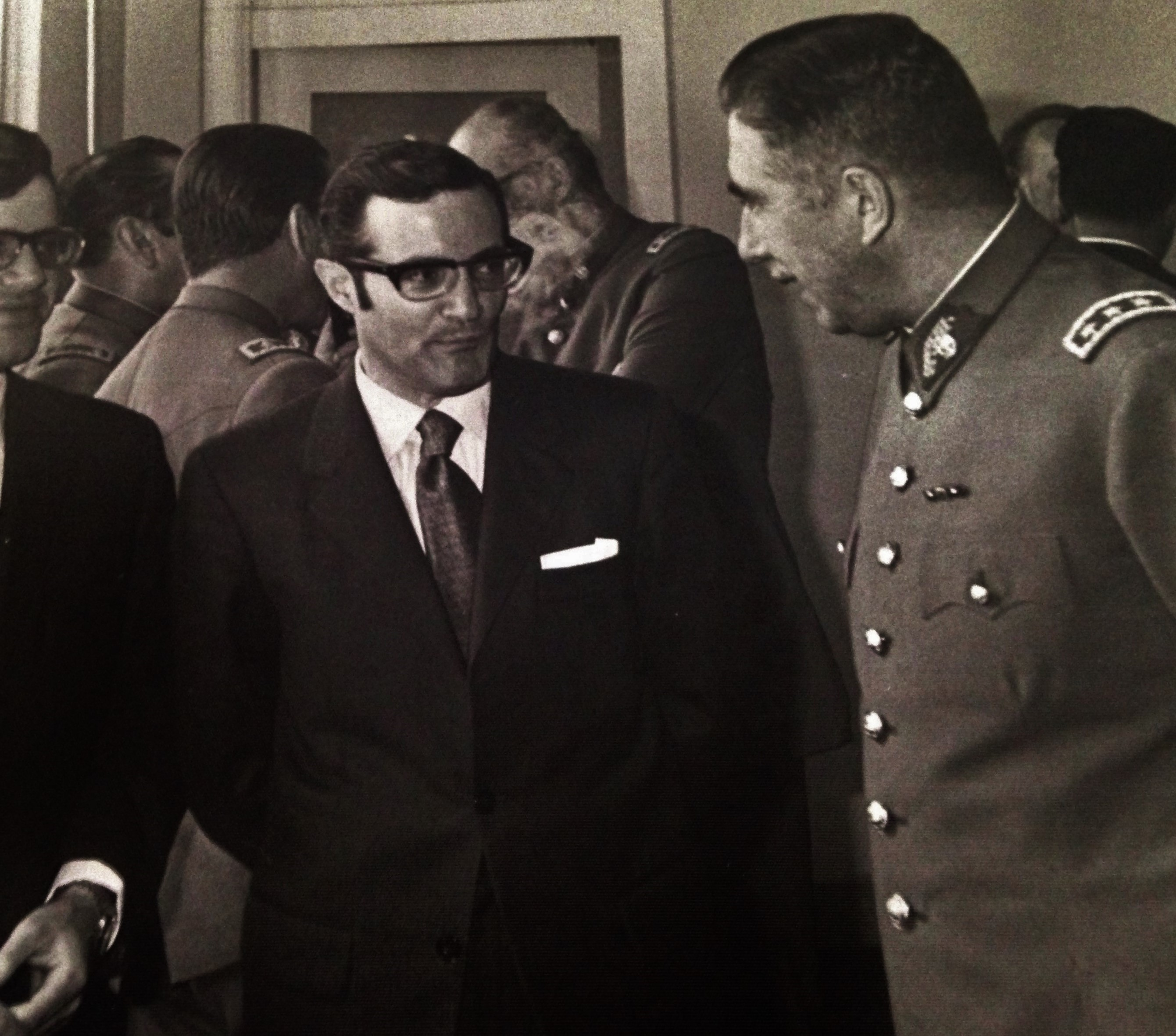
Con el general Augusto Pinochet, presidente de Chile entre 1973 y 1990.

Moreno Pino también caracterizó la situación política interna de Chile como altamente desafiante y compleja, destacando divisiones significativas dentro de los principales partidos políticos como los Demócratas Cristianos, Radicales y Socialistas. En particular, señaló una creciente brecha dentro del Partido Demócrata Cristiano, con elementos de tendencia izquierdista ganando prominencia, lo que potencialmente conducía a una ruptura más profunda entre el partido y el gobierno. Del mismo modo, Moreno Pino observó tensiones dentro del Partido Socialista donde el grupo de Salvador Allende representaba las tendencias más liberales y flexibles mientras que el grupo de Raúl Ampuero se percibía como más intransigente y de línea dura.
Además, desde junio de 1967, Moreno Pino predijo acertadamente que las próximas elecciones presidenciales de 1970 serían una contienda entre el candidato Demócrata Cristiano, Radomiro Tomic, el candidato de la Unidad Popular, Salvador Allende, y el candidato Conservador, Jorge Alessandri. Señaló que los conservadores, si fuera necesario, apoyarían al candidato Demócrata Cristiano para evitar la victoria de Allende. Finalmente, advirtió que si Allende ganaba "sería poco probable que los EE. UU. no intervendrían con el objetivo de impedir que los acontecimientos en Chile se desarrollaran de una manera peligrosa para ellos."

Tres años después, Moreno Pino sería testigo de las elecciones presidenciales chilenas de 1970. En una entrevista celebrada en noviembre de 1999, recordaba los eventos de ese año y reflexionaba sobre su impacto para Chile:
"En fin, como le digo, Chile resultó para mí una escuela, más que un simple puesto. Cuando llegué a Chile, era presidente de esa nación Eduardo Frei Montalva, padre del actual mandatario; el canciller era Gabriel Valdés, padre del actual ministro de Relaciones Exteriores. Se trataba, pues, de un gobierno democratacristiano, que había llegado al poder luego de vencer por la vía electoral a Salvador Allende [en 1964]. Al término de su mandato, el gobierno de Frei convocó a elecciones. Se presentaron como candidatos Jorge Alessandri, postulado por el partido resultante de la unificación de los antiguos partidos Liberal y Conservador; Salvador Allende, candidato de la Unidad Popular, agrupación resultante de la unión electoral de los partidos Comunista y Socialista; y Radomiro Tomic, por el Partido Demócrata Cristiano. La campaña presidencial de 1970 fue reñida, pero jamás desbordó la civilidad. A mi modo de ver, el proceso electoral fue impecable, aunque condujo a una división a tres bandas del electorado. De acuerdo con la ley chilena, debía procederse a una especie de segunda vuelta, a realizarse en el Congreso, entre las dos primeras mayorías: la de Salvador Allende, con la mayor votación relativa a su favor, y la de Jorge Alessandri. Aunque esa era la ley, una tradición refrendada de manera consistente marcaba que siempre resultaba electo quien hubiera obtenido la primera mayoría. Conforme con lo anterior, Allende siguió la estrategia de conducirse como presidente electo. Sus declaraciones y actuaciones públicas eran en ese tenor. En esas circunstancias, comencé a recibir una serie de instancias —nunca fueron realmente presiones— para visitarlo en mi carácter de decano del cuerpo diplomático, cargo que a la sazón desempeñaba. Sin embargo, para evitar que mi visita pudiera interpretarse como una indebida intervención en el proceso electoral chileno, la retrasé todo lo posible. Aunque no existía una decisión final por parte de la democracia cristiana, un sector importante del partido, liderado por el propio Radomiro Tomic, había evidenciado su deseo de respetar la tradición; ello ahorraría los costos de todo orden derivados del paso a la segunda fase del proceso electoral. Al producirse mayores manifestaciones democristianas en favor de evitar nuevas fases electorales, y después de que Allende hubo recibido la visita de algunos embajadores, especialmente de los países socialistas, decidí finalmente presentarme a fin de evitar la pérdida de toda autoridad como decano. El doctor Allende agradeció el gesto, y no recibí crítica alguna por parte de la Cancillería, los partidos políticos ni los periódicos. En cambio, logré mantener intacta la autoridad del decanato, que pronto fue preciso ejercer. En efecto, la tradición señalaba que el cuerpo diplomático ofreciera una cena de gala al nuevo presidente de la República; cortesía que, en otras circunstancias, no implicaba dificultad alguna. Sin embargo, dada la ideología marxista-leninista del presidente Allende, la comisión organizadora de la cena de gala, la cual me tocó presidir, debió realizar complicadas maniobras para lograr que el evento se celebrara. No todos los países con misión diplomática en Chile mostraron entusiasmo con el acceso al poder del presidente Allende, a diferencia de los países socialistas, los cuales recibieron con alborozo el triunfo de la Unidad Popular. Debo añadir, para concluir, que Salvador Allende no llegó a encabezar un gobierno marxista-leninista pues, según lo manifestó en repetidas ocasiones, la misión de su gobierno era la de preparar, en democracia, el camino para que, en su momento, llegara al poder un gobierno de corte marxista-leninista. Y lo cumplió: hasta donde yo sé, su gobierno nunca actuó como un gobierno totalitario."

También realizó las siguientes observaciones sobre la administración de Allende:
"El gobierno de Salvador Allende —en mi opinión, un auténtico demócrata— tuvo que enfrentar, entre otras dificultades, la oposición por parte de gobiernos como el de Estados Unidos, nada satisfecho con el acceso al poder de un presidente de filiación marxista-leninista. Enfrentó, también, una situación económica muy adversa: por ejemplo, en 1965, aunque la gente carecía de poder adquisitivo, existía en Chile un mercado relativamente bien surtido; con el gobierno de Allende resultó lo contrario: la gente tenía dinero en la bolsa, pero no había qué comprar. Sin duda, ello perjudicó al nuevo gobierno. En el ámbito político interno, el gobierno de Allende también enfrentó un problema de gobernabilidad, derivado, como ya he mencionado, de un proceso electoral que dividió en tres partes al electorado. Hubo, además, algunos excesos entre sus partidarios. En general, los miembros del Partido Comunista se mostraron mucho más disciplinados que los socialistas, el partido de Allende, los cuales sintieron que muchas de sus expectativas no estaban siendo cumplidas. Con las ocupaciones de fábricas por parte de los obreros, y de fundos por parte de agricultores y campesinos, la situación se volvió sumamente difícil. En esas condiciones, una buena parte de la sociedad chilena, la clase media en particular, instaba al ejército a pronunciarse en contra de que continuara siendo presidente Allende. El ejército era, por su parte, sumamente profesional. Se trataba de gente preparada y educada, y nada hacía pensar en una eventual caída de Allende. Aunque existían dificultades, lo cierto es que aún no se vislumbraba el golpe que más adelante protagonizaría el general Pinochet. Cuando todavía me encontraba en Santiago, el general Pinochet, si bien recuerdo, era comandante de la Guarnición de la Plaza de Santiago; no formaba parte del gabinete. El jefe del Ejército era el general Carlos Prats quien, a consecuencia de un incidente, renunció a su cargo y se fue a vivir a Argentina. Allende designó entonces al general Pinochet como comandante del Ejército. Salvador Allende se proclamaba demócrata y revolucionario. Empero, al reflexionar al respecto, podía concluirse que si actuaba como demócrata no iba a hacer revolución, y si actuaba como revolucionario, no iba a ser demócrata. Ello, claro, debido a la división del país en tres campos distintos, ninguno de los cuales contaba con los medios para gobernar por sí solo. Este tipo de contradicciones, entre otros elementos, minaban la fuerza del gobierno de Allende, en particular en el Parlamento, para poder realizar sus propuestas. Allende era un político hábil; un excelente político. Sin embargo, las circunstancias no se prestaban para lograr cosas espectaculares. Con el apoyo único de la Unidad Popular no podía conseguir la aprobación de sus proyectos de ley en el Parlamento, por lo que debía maniobrar, según el tema, para lograr el apoyo democratacristiano, o el de los partidos de derecha."

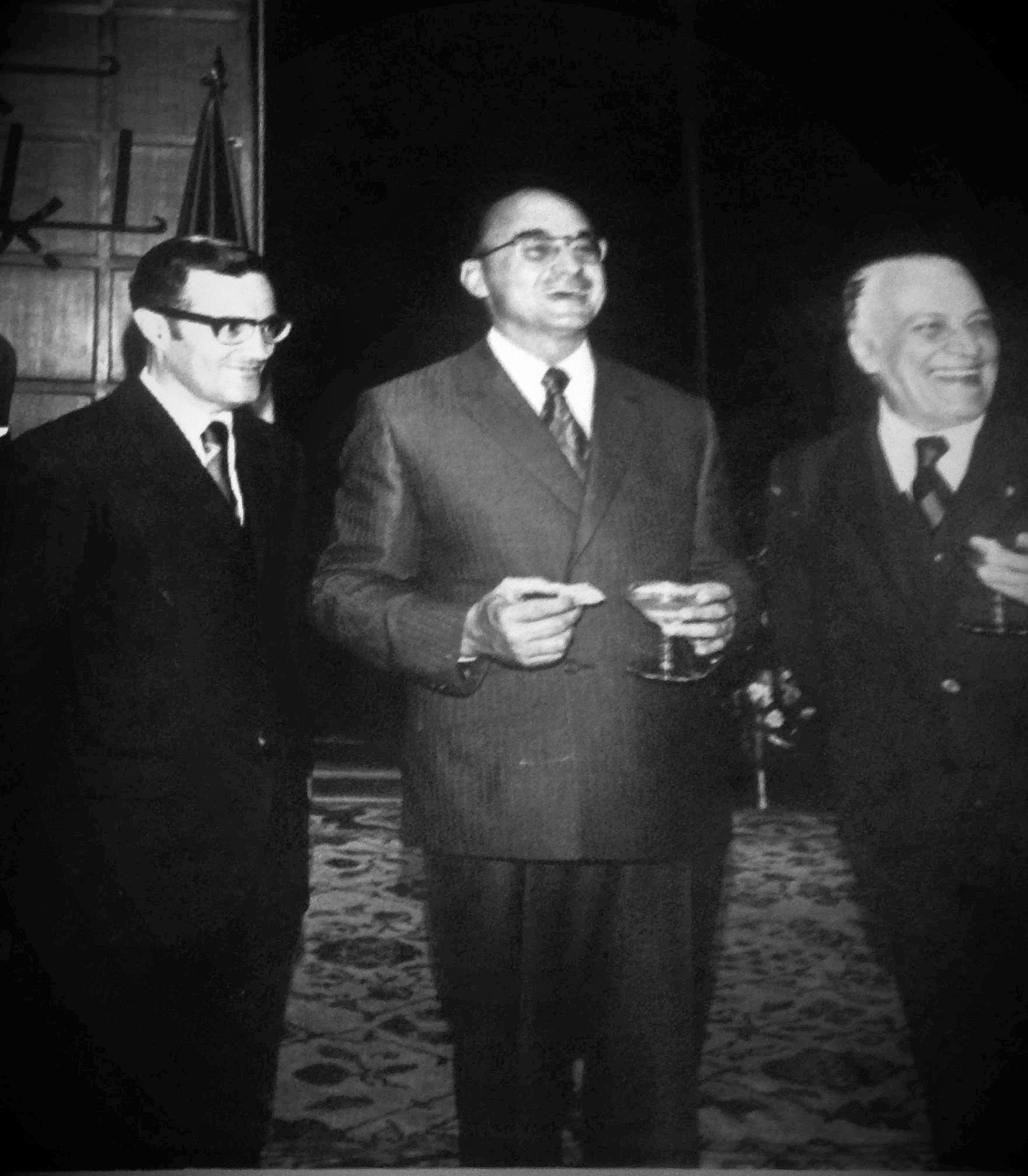
Con Luis Echeverría, presidente de México entre 1970 y 1976

Escribiendo en cables diplomáticos confidenciales a Emilio Óscar Rabasa, entonces canciller de México, Moreno Pino expresó su preocupación con respecto a la economía chilena y señaló que, para ganar el apoyo popular, Allende había aumentado los salarios de los trabajadores hasta en un 55%. Para financiar esto, el gobierno de Allende recurrió a la impresión de dinero que, a su vez, condujo a una espiral inflacionaria. Mientras tanto, los países del bloque capitalista fueron persuadidas por el presidente Nixon, deseoso de desestabilizar al gobierno de Allende, de boicotear la economía chilena. Ello condujo a la situación que describía Moreno Pino: los trabajadores tenían dinero en sus bolsillos, pero había poco que pudiesen comprar a medida que se agotaban los inventarios. Emilio Rabasa admitiría más tarde ante Joseph J. Jova, embajador de Estados Unidos en México, que "Allende era un mal administrador y entendía muy poco de los problemas económicos, sin embargo era un gran patriota que quería acabar con la oligarquía que controlaba Chile".

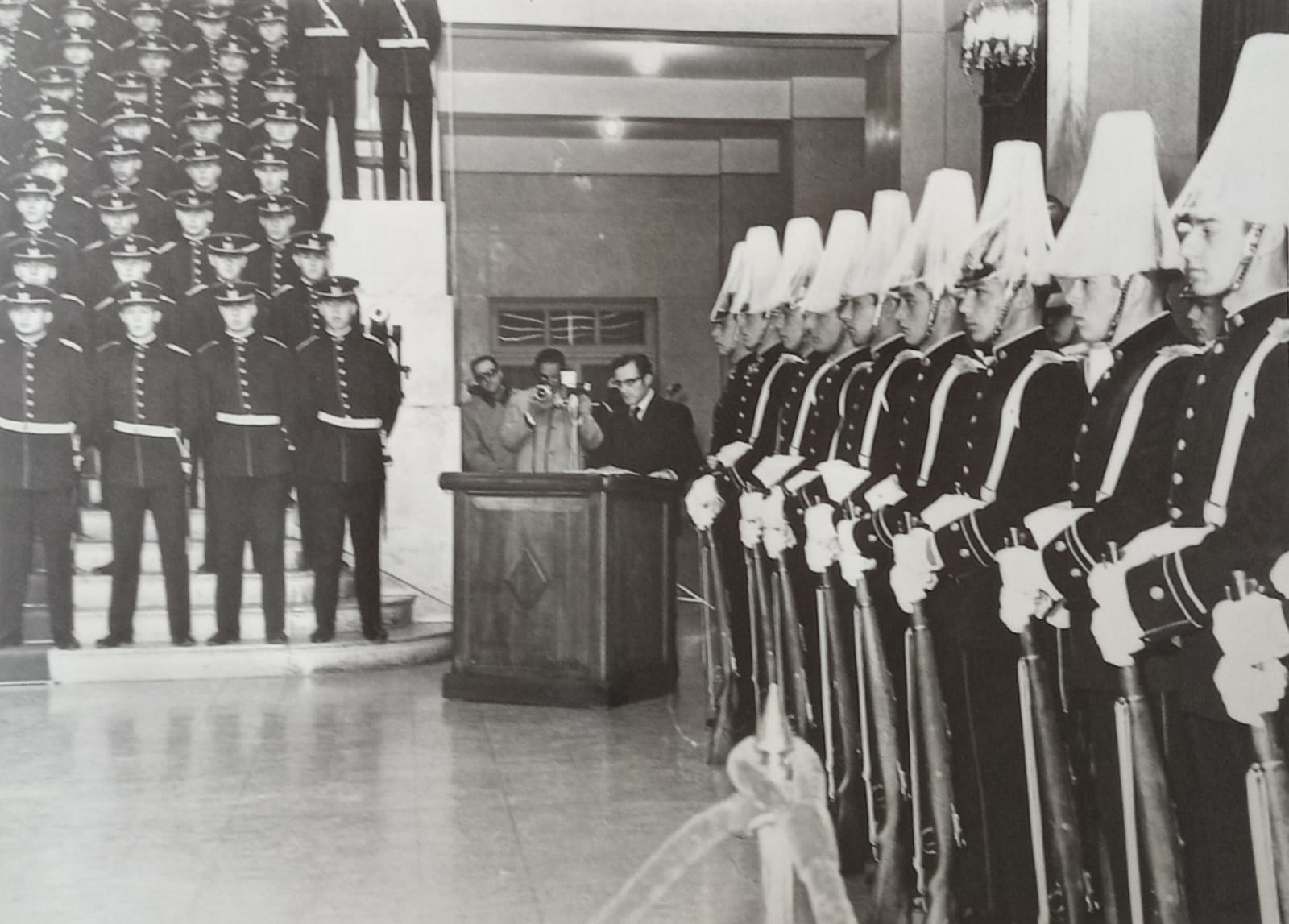
Aspecto de la ceremonia en la que Ismael Moreno Pino, embajador de México, entregó a la Escuela Militar Bernardo O'Higgins un busto de Benito Juárez. La ceremonia estuvo presidida por el general Carlos Prats, comandante en jefe del Ejército de Chile.

Aunque las relaciones de México con Sudamérica habían sido "tradicionalmente limitadas", después de la administración de López Mateos, México "comenzó a desviarse de su tradición de aislamiento diplomático autoimpuesto". Durante el período que Moreno Pino fue embajador en Chile, las relaciones entre México y Chile se convirtieron en una prioridad de la política exterior de ambos países. El presidente mexicano, Luis Echeverría, quien había realizado estudios en Chile durante su juventud, era conocido por ser un admirador de Salvador Allende y "había expresado gran simpatía por el gobierno [de Allende]", fomentando una relación especial entre los dos países. En efecto, "desde 1971 hasta 1973 Luis Echeverría buscó un acercamiento al Chile socialista de Salvador Allende, el cual se realizó en el marco del [...] pluralismo ideológico, ampliación de las relaciones diplomáticas y diversificación de las relaciones políticas; todo ello como esfuerzo por recomponer la legitimidad de las instituciones políticas mexicanas, legitimidad que quedó seriamente dañada tras los hechos de 1968.” En abril de 1972, Luis Echeverría realizó una prolongada visita de Estado a Chile; fue correspondido por otra visita de Allende a México en diciembre de 1972. Después del golpe de Estado chileno de 1973, Echeverría rompió los lazos diplomáticos con el Chile de Pinochet; no se restablecerían hasta la restauración de la democracia en 1990. Echeverría también dio asilo político a los refugiados chilenos, incluida Hortensia Bussi, la viuda de Allende y ex primera dama de Chile.
Poco tiempo después de su visita de Estado a Chile, Echeverría tomó la decisión de nombrar a Moreno Pino como embajador de México ante Alemania. En ese momento, Walter Scheel, un amigo cercano de Moreno Pino, se desempeñaba como vicecanciller de Alemania y ministro de Asuntos Exteriores. Moreno Pino posteriormente se trasladaría a Alemania a presentar cartas credenciales ante el Dr. Gustav Heinemann, presidente de Alemania.
En Chile, en tanto, Moreno Pino, diplomático de carrera que no pertenecía a partido político alguno, fue reemplazado por Gónzalo Martínez Corbalá, un veterano político militante del Partido Revolucionario Institucional con conocidas simpatías izquierdistas, cercano personal e ideológicamente al presidente Echeverría. Antes de partir hacia Alemania, Moreno Pino recibió la Gran Cruz de la Orden al Mérito de manos del presidente Allende en agradecimiento por sus esfuerzos en el fortalecimiento de las relaciones entre Chile y México durante sus siete años como embajador y coordinando al cuerpo diplomático acreditado en Chile desde el decanato.

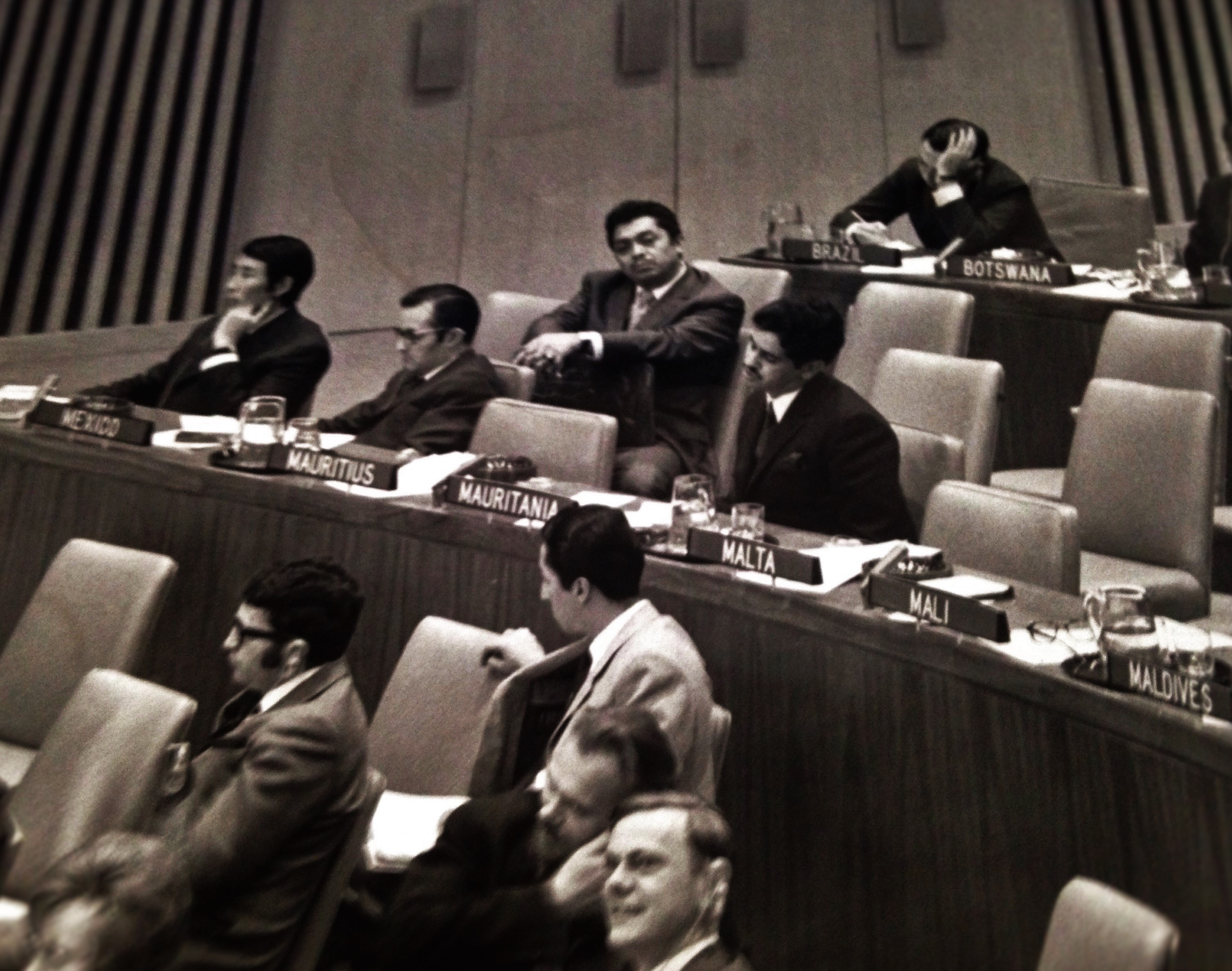
Moreno Pino representando a México en la Asamblea General de las Naciones Unidas en Nueva York.

### Otros cargos en la diplomacia bilateral y multilateral
Moreno Pino ocupó cargos diplomáticos en Washington, Nueva York, Berlín, La Haya, Ginebra y en diversos países latinoamericanos.  
En 1982, el presidente López Portillo le otorgó el título de embajador eminente, distinción reservada por ministerio de ley a solo diez embajadores por destacado servicio a la República en política exterior.
Entre 1986 y 1990, fue miembro del consejo de administración de la Corte Permanente de Arbitraje en La Haya, Países Bajos.
En 1990, regresó a México para actuar como asesor de política exterior del presidente Salinas. A lo largo de sus cuatro décadas de carrera diplomática, sin afiliación partidista, sirvió bajo ocho presidentes desde Alemán hasta Salinas y nueve cancilleres desde Tello hasta Solana, destácandose por su habilidad para maniobrar en escenarios políticos cambiantes. Al retirarse en 1992, ocupaba el decanato del servicio exterior mexicano. 
Ha sido ampliamente reconocido como un destacado multilateralista y experto en relaciones interamericanas. Actuó como embajador especial ante los organismos internacionales; en tal carácter, representó a México en la OEA en Washington D. C. y en las oficinas de las Naciones Unidas en Nueva York y en Ginebra, Suiza.
Moreno Pino estudió la conformación del sistema Interamericano, colaborando en el proceso de reformas de la Organización de Estados Americanos, el cual culminó con la aprobación del protocolo de reformas al Tratado Interamericano de Asistencia Recíproca (TIAR) efectuado en San José (1975) y en Cartagena de Indias (1985). Este fue el segundo proceso de reformas a la OEA en el que participó activamente; ya antes lo había hecho durante las labores preparatorias que condujeron a la aprobación del Protocolo de Buenos Aires (1967).  El TIAR había establecido la doctrina de "defensa hemisférica," es decir quela invasión de un Estado miembro de la OEA debe ser considerado como un ataque contra todos los miembros.

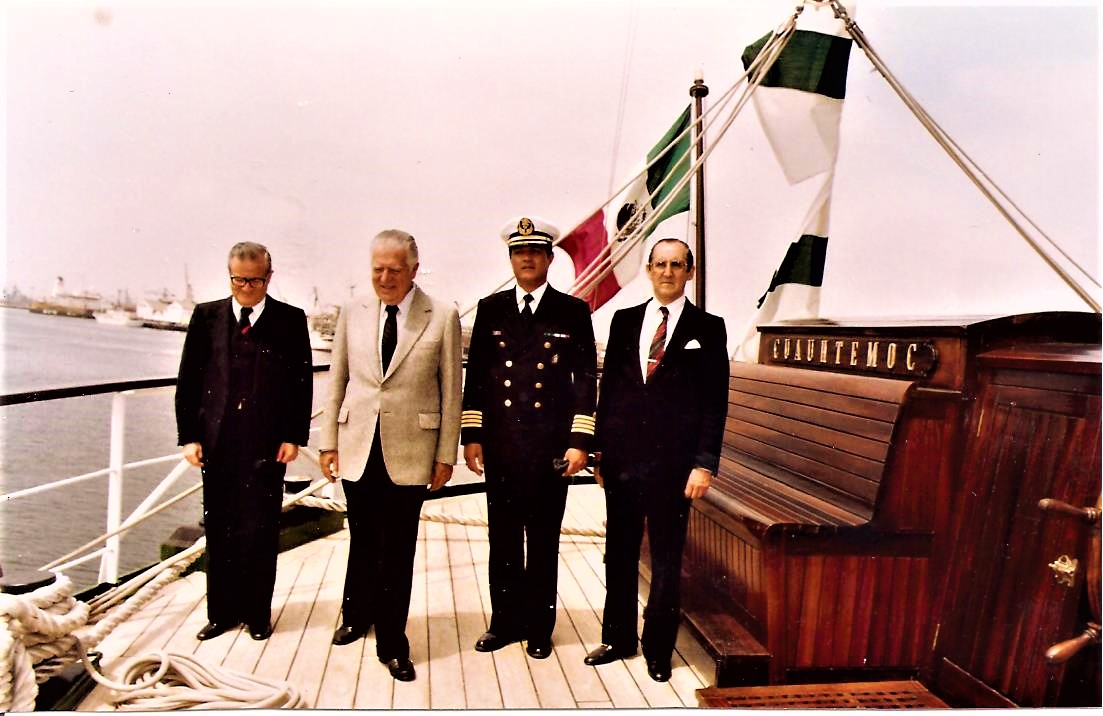
Recibiendo a Fernando Belaúnde Terry, dos veces presidente del Perú, a bordo del ARM Cuauhtémoc (BE-01), buque escuela de la Armada de México,

A lo largo de su carrera, fue delegado en más de cincuenta conferencias internacionales sobre diversos temas que van desde el desarme hasta la asistencia recíproca; en muchas ocasiones se desempeñó como delegado en la Asamblea General de las Naciones Unidas en Nueva York.
Fue secretario general de la delegación de México en la Primera Convención de las Naciones Unidas sobre el Derecho del Mar (CONVEMAR) celebrada en Ginebra entre febrero y abril de 1958; la CONVEMAR estableció el marco jurídico moderno del derecho del mar. 
También representó a México en el Comité de Desarme de Dieciocho Naciones (ENCD) que se celebró en Ginebra entre marzo y agosto de 1962. La ENCD consideró el desarme, las medidas de fomento de la confianza y los controles de las pruebas nucleares. Entre 1965 y 1968, la ENCD negoció el Tratado de No Proliferación Nuclear. A partir de 1969, fue  represenante alterno ante el Organismo para la Proscripción de las Armas Nucleares en la América Latina y el Caribe (OPANAL).
Asimismo, entre 1965 y 1972, fue representante permanente de México ante la Comisión Económica para América Latina (CEPAL),  el organismo dependiente de la ONU responsable de promover el desarrollo económico y social de la región.
Fue profesor de derecho internacional púbico en la Universidad de Georgetown, el Instituto Matías Romero, el Instituto Tecnológico Autónomo de México (ITAM) y el México City College.
Moreno Pino perteneció a varias asociaciones de Derecho Internacional, incluyendo el American Society of International Law y al Instituto Hispano-Luso-Americano de Derecho Internacional (IHLADI).

## Muerte y legado
José Antonio Meade, canciller de México, informó el fallecimiento del embajador eminente Ismael Moreno Pino en agosto de 2013, después de dar el pésame a su familia, declarando que Moreno Pino contribuyó durante su carrera a fortalecer el buen nombre de la diplomacia mexicana.
En abril de 2022, casi una década después de su fallecimiento, el senador Germán Martínez Cázares pronunció un emotivo discurso en el Senado de México, rindiendo homenaje a Moreno Pino a quien calificó como uno de los grandes diplomáticos de México. Se destacó la ascendencia de Moreno Pino, como nieto del vicepresidente Pino Suárez, y su estrecha colaboración con Alfonso García Robles, una figura clave en la consecución del desarme nuclear a nivel mundial. Martínez Cázares subrayó la inmensa importancia de los esfuerzos diplomáticos de Moreno Pino y advirtió contra el uso del Servicio Exterior Mexicano con meros fines políticos.

## Obras bibliográficas
Moreno Pino realizó numerosas publicaciones hemerográficas y escribió varios libros entre los cuales destacan:
- Orígenes y Evolución del Sistema Interamericano (1977)[86]
- La Diplomacia: Aspectos Teóricos y Prácticos de su Ejercicio (1996)[87]
- Derecho y Diplomacia en las Relaciones Interamericanas (1998)[88]

El Instituto Matías Romero de Estudios Diplomáticos, cuyo objetivo principal es preparar a los aspirantes que desean formar parte del Servicio Exterior Mexicano, ha destacado la labor de Moreno Pino como autor, junto con la de otros diplomáticos reconocidos:

"Mención especial merecen las invaluables contribuciones al acervo bibliográfico diplomático mexicano, de destacados compatriotas que han abrazado la carrera del Servicio Exterior como un compromiso vital como es el caso, sin pretender ser exhaustivo, de Isidro Fabela, Rafael de la Colina, Luis Padilla Nervo, Ismael Moreno Pino, Jorge Castañeda y Alfonso García Robles. Además de su testimonio escrito, el propio desempeño profesional de estos ilustres mexicanos ha servido como ejemplo a numerosas generaciones de diplómaticos de carrera."

José Luis Siqueiros Prieto, socio fundador de Hogan Lovells BSTL, y expresidente del Comité Jurídico Interamericano de la OEA, comentando La Diplomacia: Aspectos Teóricos y Prácticos de su Práctica Profesional, apuntó que:
“No deja de ser un tanto sorprendente que ante la cuantiosa producción bibliográfica sobre derecho internacional público, el acervo de obras de derecho diplomático sea más bien reducido. Dejando de lado los textos ya clásicos de Antokoletz, Cahier, Calvo, Nicolson, Pradier-Fodéré y Vidal y Saura, el más reciente de ellos editado hace más de dos décadas, no se ha publicado ninguna nueva obra general en esa disciplina…un libro de texto como el que se comenta, estaba ausente de la bibliografía nacional. Es por ese motivo de satisfacción que…vea la luz este libro, que no es ensayo o manual, sino un verdadero tratado en la materia. Su autor es el embajador Ismael Moreno Pino, quien tiene a su favor, además de una escolaridad superior en las relaciones internacionales, una vida consagrada a la diplomacia mexicana…En esta obra, escrita con el rigor científico y la metodología propia del académico, Moreno Pino analiza todo el ámbito y naturaleza de las relaciones diplomáticas, no solo bajo el prisma doctrinario, sino con las pinceladas de sus propias experiencias en el interesante mundo de las misiones diplomáticas en el extranjero y matiza también sus enseñanzas con interesantes relatos como el de la llamada Decena Trágica…En suma, la presente obra es digna de ser leída por todos los estudiosos del derecho internacional y diplomático tanto en México como en el extranjero. Es una exportación valiosa a la escasa bibliografía de esta importante disciplina.”  
Asimismo, comentando Derecho y Diplomacia en las Relaciones Interamericanas, Bernardo Sepúlveda Amor, quien fuera canciller de México y vicepresidente de la Corte Internacional de Justicia, señaló que: 
“ Moreno Pino [...] ha escrito una obra importante sobre la política, el derecho y la diplomacia en las relaciones interamericanas. Aunque la obra trata, principalmente,de las cuestiones vinculadas con la estructura y el funcionamiento de la Organización de los Estados Americanos (OEA), el texto tiene un contenido aún más ambicioso. Presenta con una impecable redacción, una perspectiva histórica de los orígenes remotos del movimiento interamericano, tomando como fuente la escuela hispánica del derecho internacional. Examina, con admirable detalle, la evolución de esa organización regional, con sus éxitos y frustraciones, con su talento jurídico y sus limitaciones políticas, con su capacidad para crear instituciones y normas, así como su incapacidad para aplicarlas. Para quien se proponga conocer la naturaleza del sistema interamericano, la obra de Ismael Moreno Pino es lectura obligada [...] sugiere una reflexión conjunta sobre algunos de sus temas importantes, a fin de evaluar la función que la OEA debe desempeñar y el papel que a México corresponde jugar en el contexto del sistema interamericano." 

## Representaciones culturales y mediáticas

### Fotografía de Cartier-Bresson en el museo de V&A en Londres
En 1963, Moreno Pino y su esposa fueron objeto de una fotografía de Henri Cartier Bresson, el célebre fotógrafo francés, que ahora forma parte de la colección permanente del Museo de Victoria y Alberto (V&A) en Londres. El Museo V&A lo describe de la siguiente manera:
"Fotografía en blanco y negro que muestra a los invitados en una recepción en la Secretaría de Relaciones Exteriores en la Ciudad de México. Hay dos hombres vestidos de esmoquin de pie a la izquierda sosteniendo bebidas, mientras que dos mujeres se sientan separadas en sillas elaboradas. Las mujeres visten atuendos casi idénticos. con abrigos de piel. Dos personas presentes en la imagen son el embajador Ismael Moreno Pino y Guadalupe Mercedes González de Hermosillo y Quirós”.
La fotografía también está publicada en el libro Cuadernos Mexicanos 1934 – 64 de Cartier Bresson (en francés: Carnets Mexicains 1934 - 1964) que incluye varias obras de Cartier Bresson durante su tiempo viviendo en México.

### Cables diplomáticos del Departamento de Estado de EE. UU.

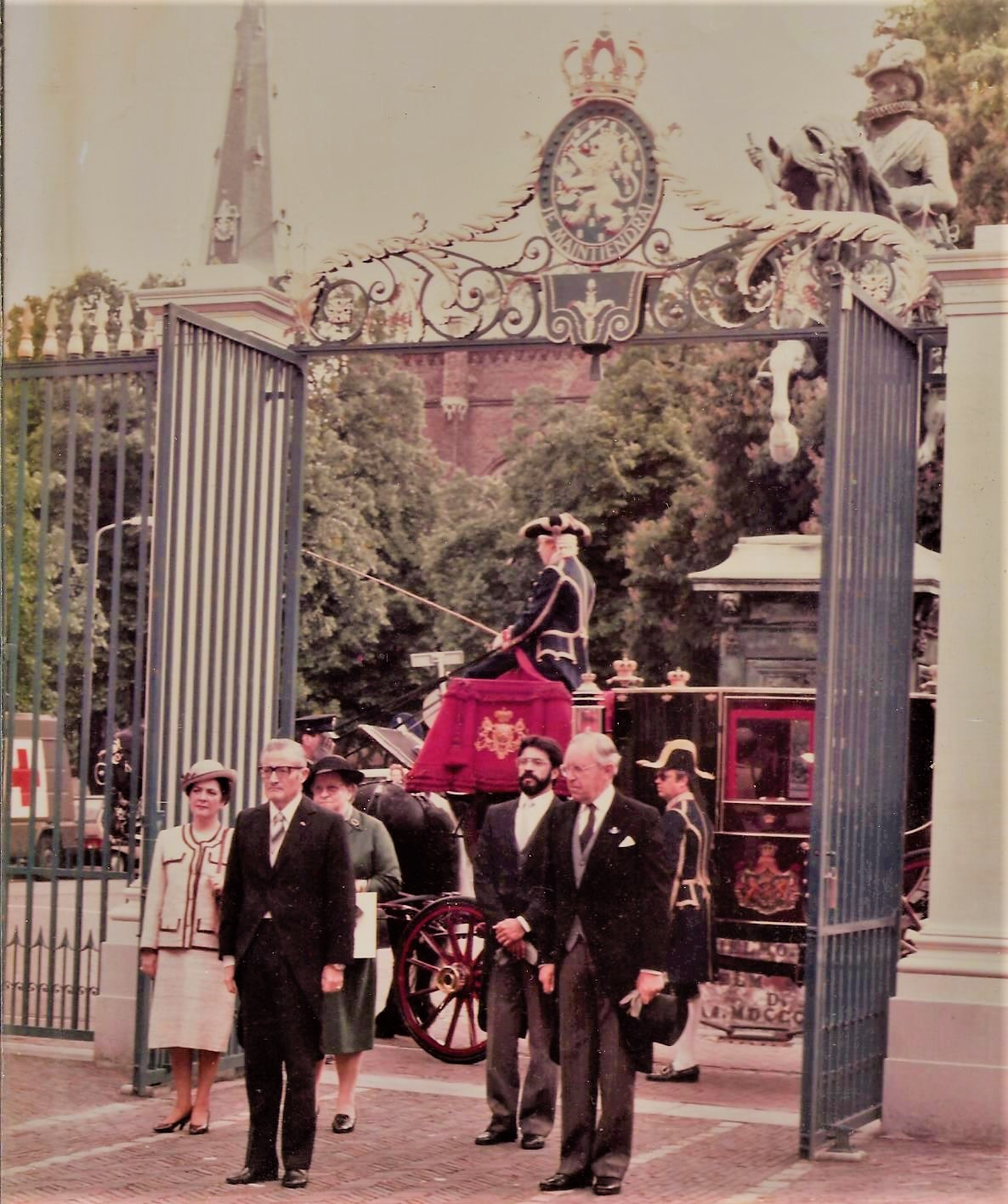
Ceremonia de presentación de cartas credenciales ante la reina Beatriz de los Países Bajos en el Palacio Noordeinde en La Haya.

El domingo 28 de noviembre de 2010, WikiLeaks comenzó a publicar cables clasificados que habían sido enviados al Departamento de Estado de los Estados Unidos por sus misiones diplomáticas en todo el mundo. Los documentos filtrados están fechados entre diciembre de 1966 y febrero de 2010 y contienen análisis diplomáticos de líderes mundiales y la evaluación de los diplomáticos sobre los países anfitriones y sus funcionarios. En un contexto de Guerra Fría, Moreno Pino se menciona en varios de estos como una figura importante en el establecimiento de la política exterior de un miembro clave del movimiento de países no alineado.
Un cable filtrado del Departamento de Estado de EE. UU. describió a Moreno Pino como un "diplomático capaz" que es "amable, amistoso y discreto" y señaló que, habiéndose graduado del Colegio Americano y de Georgetown, "muestra una actitud favorable hacia los Estados Unidos , aunque es un nacionalista mexicano sensible a la imagen y los intereses de su país".
Otro documento filtrado redactado por la embajada de los Estados Unidos en México y distribuido a Henry Kissinger, el secretario de Estado de los Estados Unidos, y a William Scranton, el embajador de los Estados Unidos ante las Naciones Unidas describe una sesión informativa de política exterior celebrada el 13 de mayo de 1976 para el presidente Echeverría en la Residencia Presidencial Los Pinos. El documento menciona que "uno tras otro, altos funcionarios realizaron importantes presentaciones de política exterior, cubriendo sus respectivas especialidades", y señala que la presentación de Moreno Pino fue “entre las más destacadas".

## Condecoraciones y honores

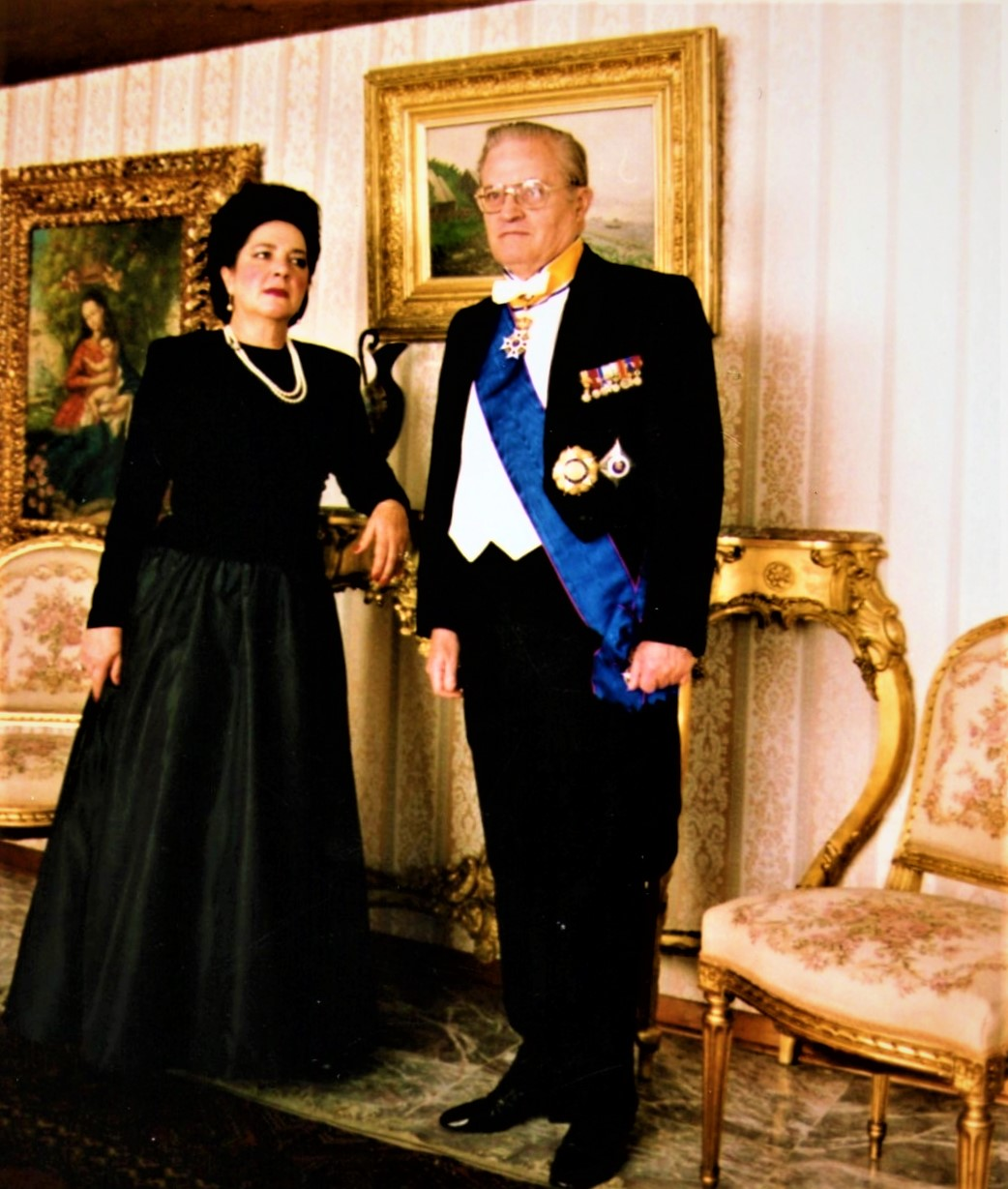
Retrato con su esposa

Moreno Pino fue condecorado por numerosos gobiernos, incluyendo los de Alemania, Brasil, Chile, Japón, México, Países Bajos, Perú, República de China, Venezuela y Yugoslavia:
- - : Gran Cruz de la Orden del Mérito de la República Federal de Alemania (en alemán: Verdienstorden der Bundesrepublik Deutschland), otorgada por  SE Gustav Heinemann, presidente de  Alemania
- - : Gran Cruz de la Orden de la Cruz del Sur (en portugués: Ordem Nacional do Cruzeiro do Sul) otorgada por S.E. Humberto de Alencar Castelo Branco,  presidente de Brasil.
  - : Gran Oficial de la Orden de la Cruz del Sur (en portugués: Ordem Nacional do Cruzeiro do Sul) otorgada por S.E. Juscelino Kubitschek, presidente de Brasil.
- - : Gran Cruz de la Orden al Mérito de Chile, otorgada por S.E. Salvador Allende, presidente de Chile
- - : Estrella de Oro de la Orden del Tesoro Sagrado (en japonés: 瑞宝章 Zuihō-shō), otorgada por  S.M.I. Hirohito,emperador de Japón.
- - : Orden del Servicio Exterior Mexicano, otorgada por S.E. Fernando Solana Morales, canciller de México
- - : Gran Cruz de la Orden de Orange-Nassau (en holandés: Orde van Oranje-Nassau), otorgada por  S.M. Beatriz, Reina de los Países Bajos.
  - : Gran Oficial de la Orden de Orange-Nassau (en holandés: Orde van Oranje-Nassau), otorgada por  S.M. Juliana, Reina de los Países Bajos.
- - :Gran Cruz de la Orden El Sol del Perú, otorgada por S.E. Alan García, presidente del Perú
- - : Orden de la Estrella Brillante, Primera Clase (en mandarín: 景星勳章 Jǐng xīng xūnzhāng), otorgada por S.E. Chiang Kai-shek, presidente de la República de China
- - : Gran Cordón de la Orden del Libertador, otorgada por S.E. Luis Herrera Campins, presidente de Venezuela
- - : Gran Estrella de la Orden de la Estrella Yugoslava (en serbocroata: Orden jugoslovenske zvezde; en esloveno: Red jugoslovanske zvezde; en macedonio: Орден југословенска ѕвезда), otorgada por S.E. Mariscal Josip Broz Tito, Presidente de Yugoslavia